# 阿思哈
阿思哈（转写：Asha，？—1669年），滿洲正黃旗人，清朝政治人物、清朝兵部尚書。
曾任刑部右侍郎。順治十七年五月甲子，接替覺羅伊圖，擔任清朝兵部尚書，后管左都御史。由蘇納海接任。

## 延伸阅读
[在维基数据编辑]
 《清史稿·卷337》，出自趙爾巽《清史稿》